# ミゲル・カブレラ (画家)
ミゲル・カブレラ（Miguel Mateo Maldonado y Cabrera、1695年2月27日 - 1768年5月16日）はヌエバ・エスパーニャと呼ばれたスペイン領メキシコのメスティーソ（混血）の画家である。宗教画や肖像画、「Casta」と呼ばれる民族的不平等を暗示する絵画を描いた。

## 略歴
現在のメキシコの南部のオアハカのAntequera de Oaxaca に生まれた。実の両親は不明で、ムラートの養父母に育てられた。1719年頃、メキシコシティに移ってきたとされ、1740年に結婚した記録がある。メキシコシティの画家、フアン・ロドリゲス・フアレス(Juan Rodríguez Juárez: 1675-1728)かホセ・デ・イバラ(José de Ibarra :1688–1756)の弟子であったと考えられている。大司教、Manuel José Rubio y Salinasや他のイエズス会士のお気に入りの画家になり多くの注文を得て宗教画や描いた。
主に宗教画を描き、聖人や宗教家の肖像画を描いた。16世紀のメキシコ・グアダルーペのインディオ、フアン・ディエゴの前に聖母が現れたとされる「グアダルーペの聖母」のイコンを研究し、著作を残した。メキシコに住む様々な民族を出自とする人々を描いた作品は、スペイン語圏における人種による社会的地位の差（「Casta」）を描いたものとして評価されている。
1753年にメキシコシティに美術学校を開いたともされる。

## 作品

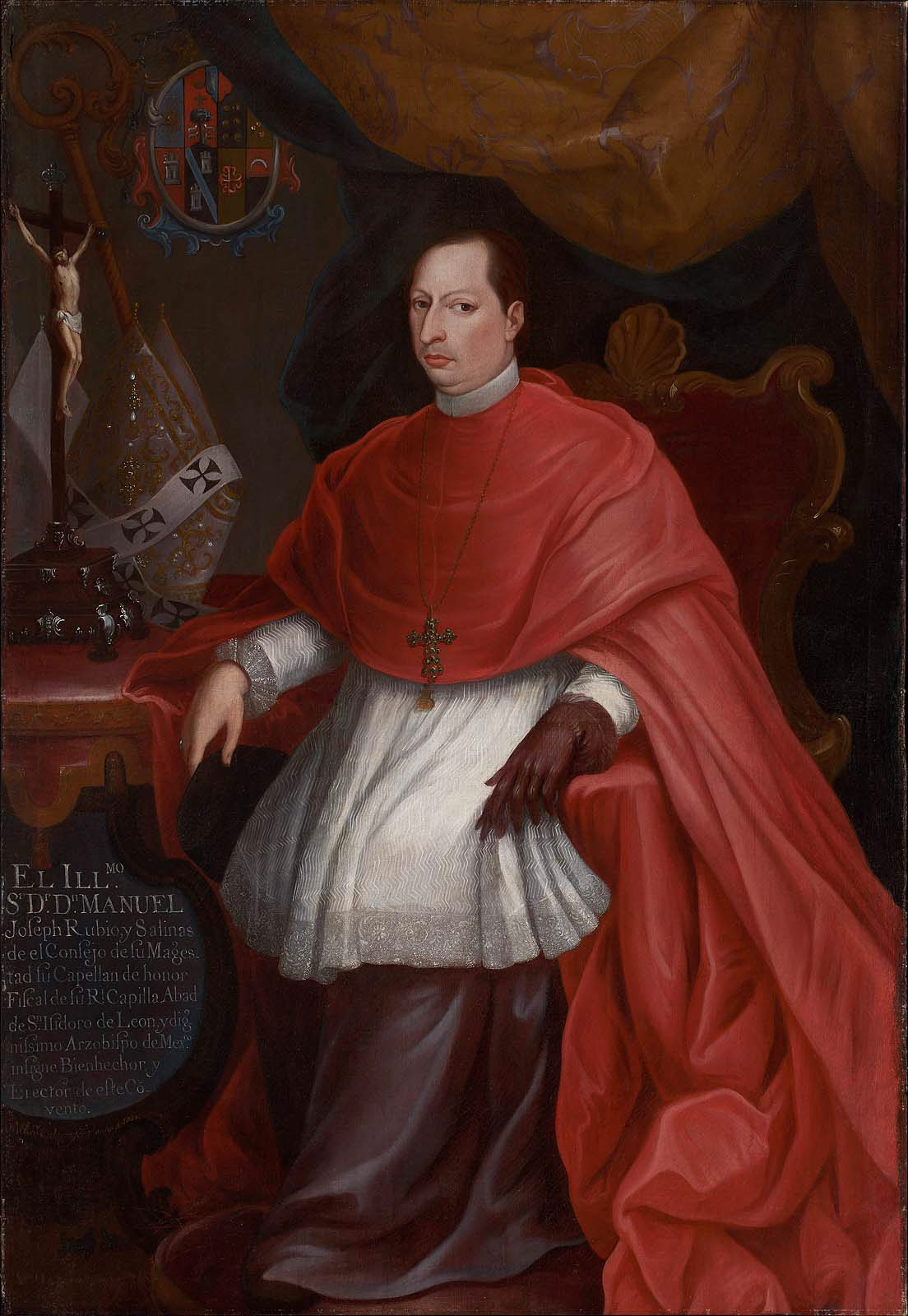
大司教、Manuel José Rubio y Salinas(1754) ボストン美術館蔵
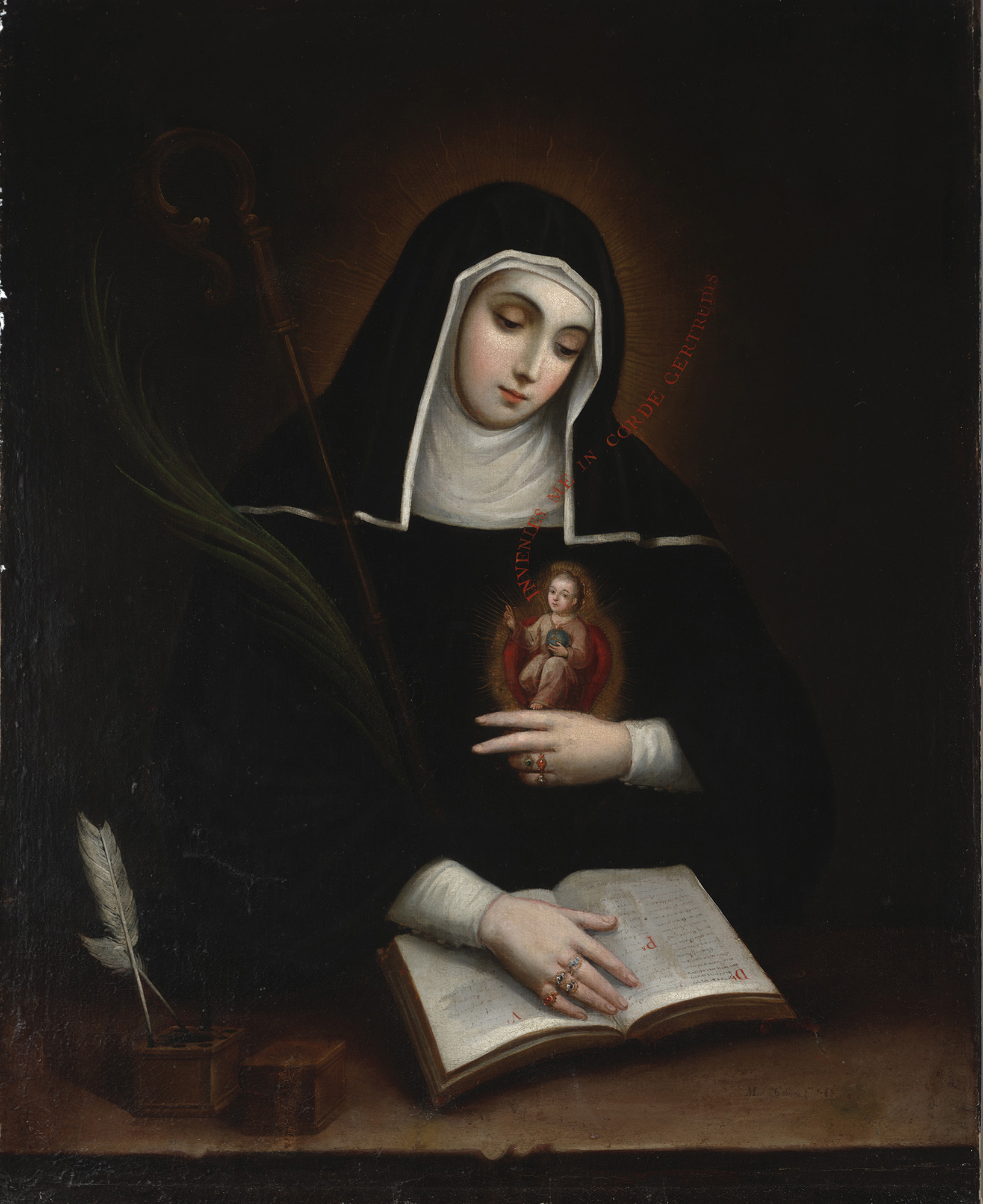
ヘルフタのゲルトルード(1763) ダラス美術館蔵
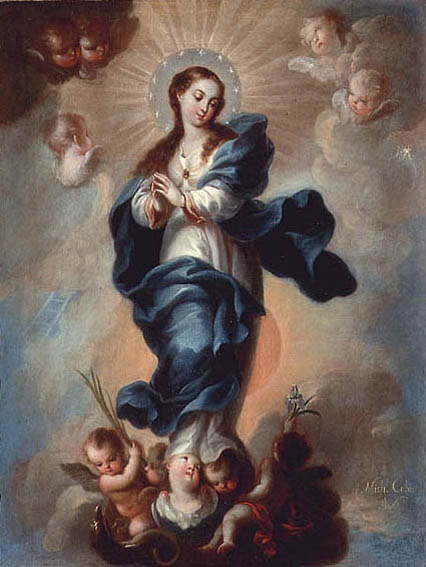
宗教画
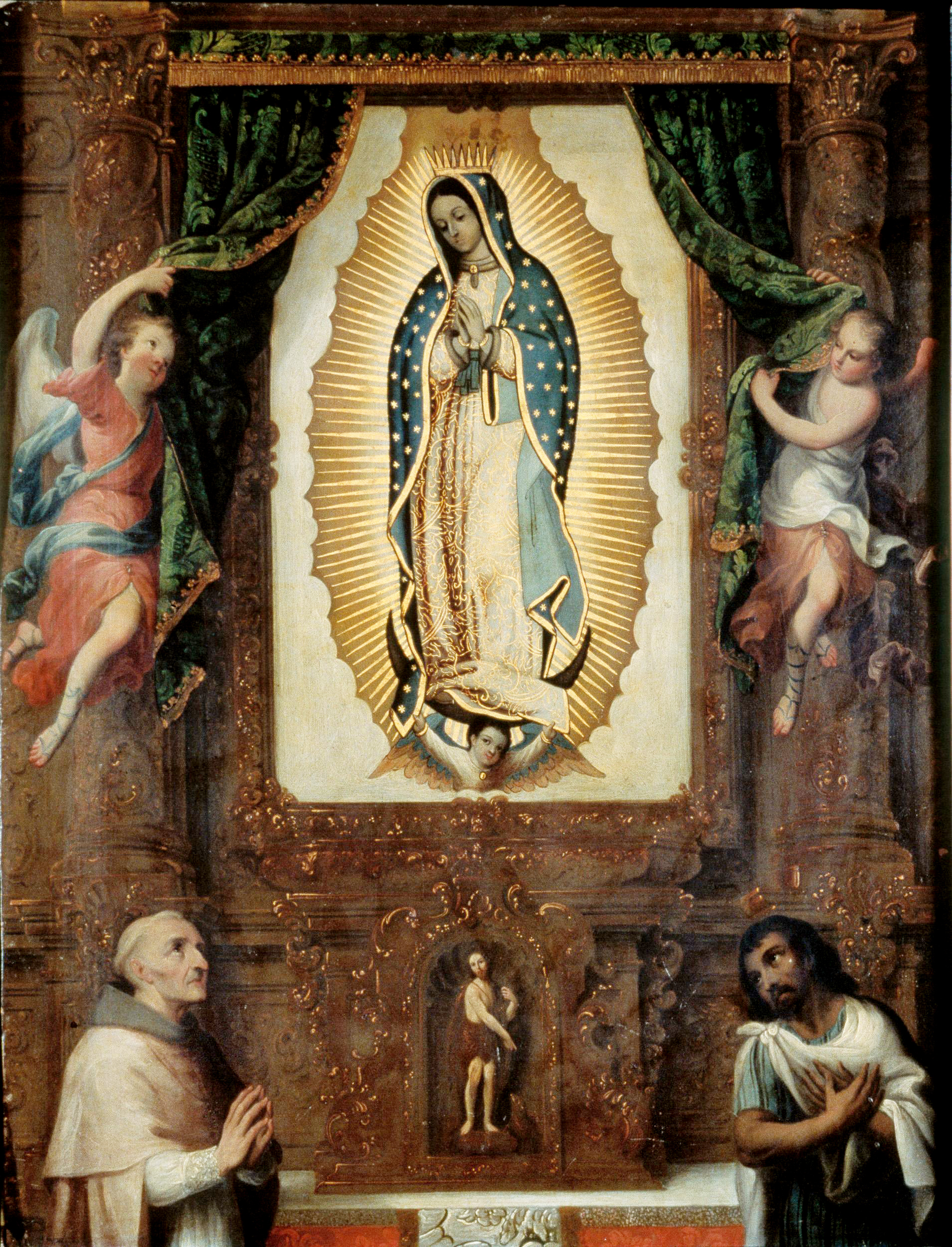
グアダルーペの聖母と聖人
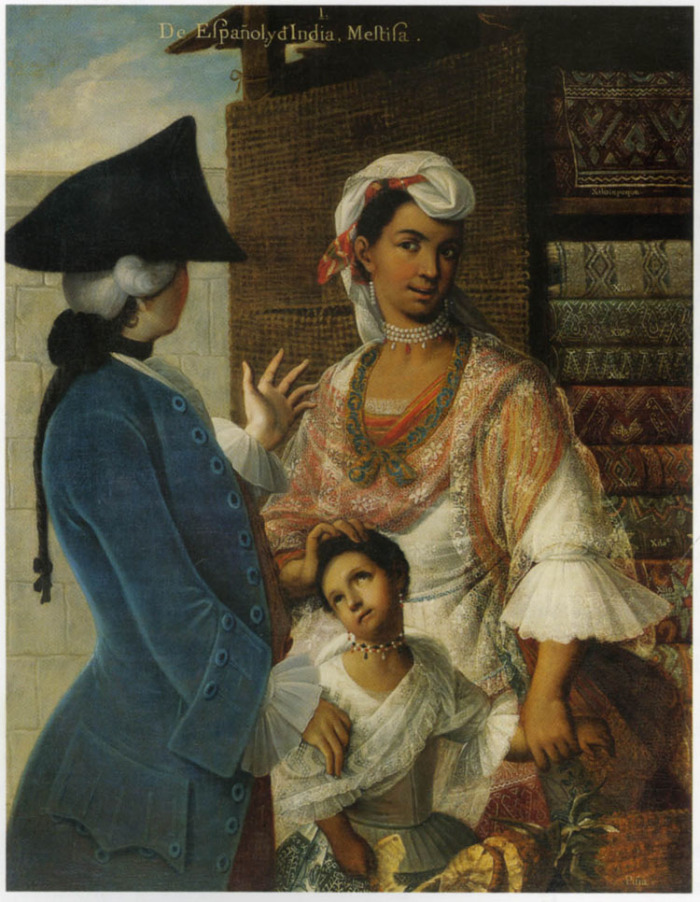
スペイン人とインディオ、メスティーソ(1763)
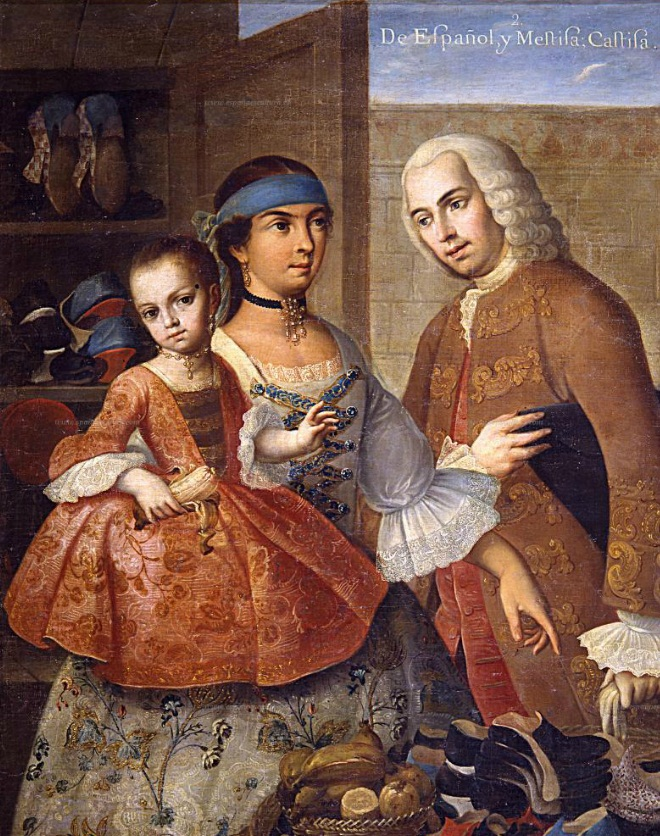
スペイン人とメスティーソ(1763)
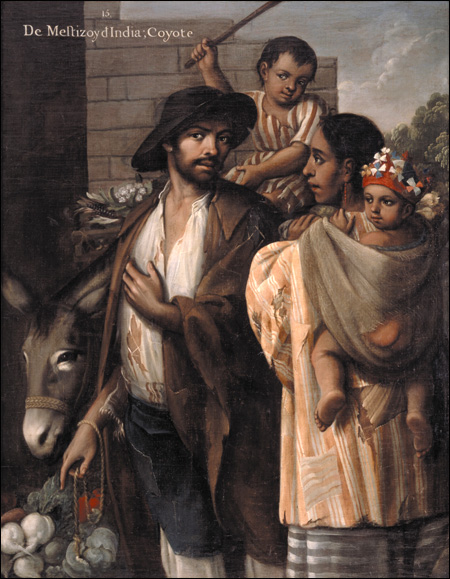